# Garuda

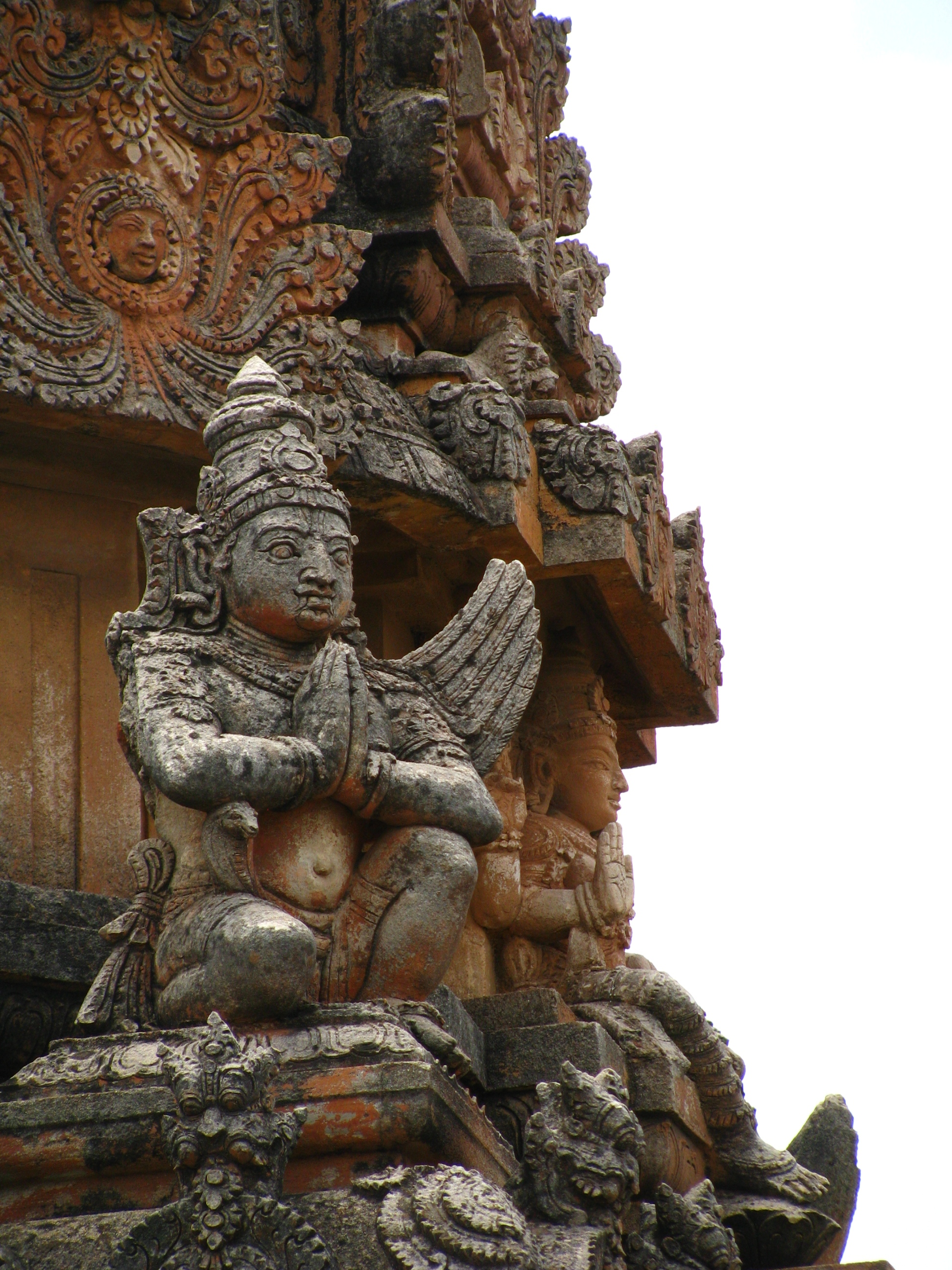
Garuda w Hampi

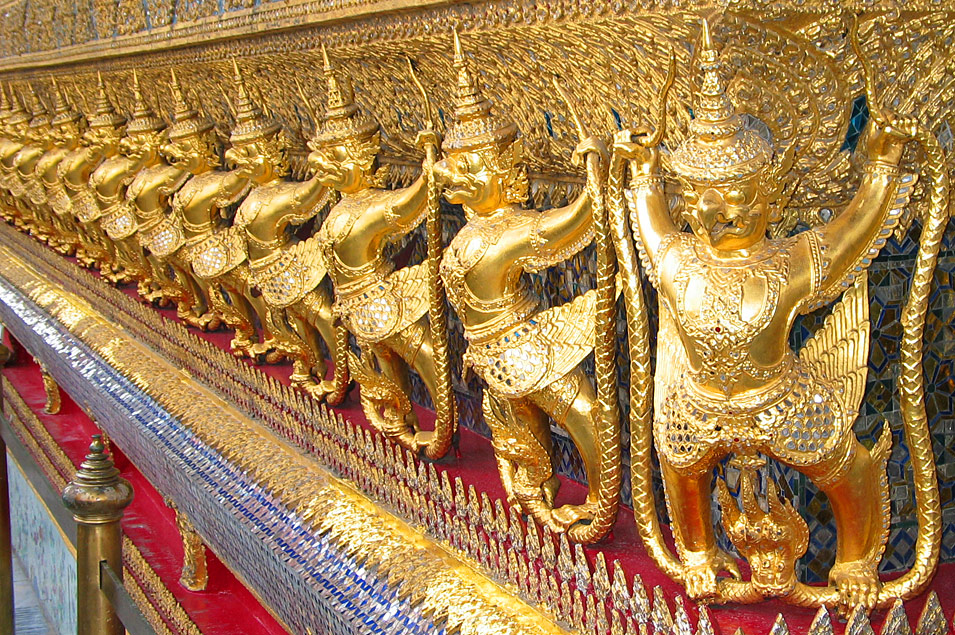
Motyw Garudy na fasadzie

Garuda – jedno z bóstw w hinduizmie i buddyzmie tybetańskim.
Garuda jest malezyjską odmianą Feniksa; w Japonii bóstwo to nosi nazwę Karura. 
Ten mityczny ptak widnieje w godłach Tajlandii i Indonezji, ponadto narodowe linie lotnicze w Indonezji to Garuda Indonesia.

## Hinduizm
W hinduizmie Garuda jest wierzchowcem (wahaną) boga Wisznu. Przedstawiany jest jako złoty lub czerwony orzeł o ciele człowieka. Garuda jest bratem Aruny, woźnicy Surji, boga słońca. Symbolizuje nauki tajemne Wed. Jest śmiertelnym wrogiem Nagów.

## Buddyzm
W kulturze tybetańskiej, reprezentuje żywioł ognia. Kieruje się do niego intencje wyleczenia chorób przypisywanych działaniom nagów, w tym choroby skóry i raki.